# 新岸線
新岸線（英語：Nufront）是中國一家成立于2004年6月的無廠半導體公司，由曾經在洛克希德馬丁任職的鮑東山創辦，產品以平板电脑 和智能手机的系統芯片為主。其T-MMB（Terrestrial Mobile Multimedia Broadcast ing，手機電視暨移動多媒體標準）在2008年曾被中國國家標準化管理委員會確定為國家標準技術方案。
2010年10月，新岸线发布了全球首款基于ARM的40纳米ARM Cortex-A9双核2.0GHz计算机芯片NuSmart2816。不過新岸线獲得大量国家以及風險投資基金支持，但研发成果卻無法產生回報。2012年開始出現欠薪狀況，流失了部分人员。

## 另見
- 全志科技
- 海思
- 盈方微
- 联发科
- 瑞芯微
- 展訊